# Campionatul European de Handbal Feminin pentru Tineret din 2017 - Calificările
Această pagină descrie procesul de calificare pentru Campionatul European de Handbal Feminin pentru Tineret din 2017.

## Sistemul calificărilor
33 de echipe s-au înregistrat pentru a participa la turneul final al Campionatului European. Slovenia, ca țară organizatoare, Danemarca și Rusia, medaliatele cu aur și argint la Campionatul European de Handbal Feminin pentru Tineret din 2015, au fost calificate direct, astfel că 30 de echipe naționale au luat parte la calificările pentru turneul final. Tragerea la sorți s-a desfășurat pe 11 octombrie 2016 la sediul EHF din Viena, Austria, și a fost transmisă în direct pe pagina de Facebook a EHF.
Echipele au fost distribuite în patru urne valorice conform coeficienților EHF și trase apoi la sorți în șase grupe de calificare de câte patru echipe și alte două grupe de câte trei echipe.

### Distribuție
| Urna 1                                        | Urna a 2-a                                                                                       | Urna a 3-a                                                                                                   | Urna a 4-a                                              |
| --------------------------------------------- | ------------------------------------------------------------------------------------------------ | --- | ------------------------------------------------------- |
| Croația · Franța · România · Suedia · Ungaria | Cehia · Germania · Macedonia de Nord · Norvegia · Țările de Jos · Portugalia · Slovacia · Spania | Austria · Belarus · Elveția · Feroe · Finlanda · Grecia · Letonia · Lituania · Muntenegru · Polonia · Turcia | Belgia · Georgia · Islanda · Moldova · Serbia · Ucraina |

## Grupele
În urma tragerii la sorți au rezultat următoarele opt grupe de calificare:
| Grupa 1                                       | Grupa a 2-a                           | Grupa a 3-a                             | Grupa a 4-a                                  | Grupa a 5-a                       | Grupa a 6-a                              | Grupa a 7-a                | Grupa a 8-a                  |
| --------------------------------------------- | ------------------------------------- | --------------------------------------- | -------------------------------------------- | --------------------------------- | ---------------------------------------- | -------------------------- | ---------------------------- |
| Ungaria · Macedonia de Nord · Feroe · Moldova | România · Spania · Lituania · Irlanda | Franța · Slovacia · Muntenegru · Belgia | Croația · Finlanda · Țările de Jos · Ucraina | Suedia · Cehia · Austria · Serbia | Portugalia · Belarus · Elveția · Georgia | Norvegia · Grecia · Turcia | Germania · Polonia · Letonia |

|  | Echipele calificate la turneu |

### Grupa 1
Partidele grupei s-au desfășurat în sala SRȚ Kale din Skopje, Macedonia. Meciurile au fost transmise în direct pe canalul YouTube al Federației Macedonene de Handbal.
| Echipa            | M | V | E | Î | GM  | GP  | G   | Pct |
| ----------------- | - | - | - | - | --- | --- | --- | --- |
| Ungaria           | 3 | 3 | 0 | 0 | 139 | 54  | +85 | 6   |
| Macedonia de Nord | 3 | 2 | 0 | 1 | 85  | 77  | +8  | 4   |
| Feroe             | 3 | 1 | 0 | 2 | 68  | 79  | −11 | 2   |
| Moldova           | 3 | 0 | 0 | 3 | 60  | 142 | −82 | 0   |

| 17 martie 2016 17:00 | Feroe     | 33 - 15 | Moldova             | SRȚ Kale, Skopje Asistență: 50 Arbitri: Mertinian, Syrepisios |
| 17 martie 2016 17:00 | Poulsen 6 | (13-7)  | Loghinova, Parnov 3 | SRȚ Kale, Skopje Asistență: 50 Arbitri: Mertinian, Syrepisios |
| 17 martie 2016 17:00 | 1× 3×     | Cronica | 7× 3×               | SRȚ Kale, Skopje Asistență: 50 Arbitri: Mertinian, Syrepisios |

| 17 martie 2016 19:30 | Ungaria  | 33 - 18 | Macedonia de Nord | SRȚ Kale, Skopje Asistență: 550 Arbitri: Jović, Arnautović |
| 17 martie 2016 19:30 | Márton 9 | (11-7)  | Gichevska 7       | SRȚ Kale, Skopje Asistență: 550 Arbitri: Jović, Arnautović |
| 17 martie 2016 19:30 | 5× 3×    | Cronica | 2× 3×             | SRȚ Kale, Skopje Asistență: 550 Arbitri: Jović, Arnautović |

| 18 martie 2016 17:00 | Ungaria    | 41 - 16 | Feroe            | SRȚ Kale, Skopje Asistență: 70 Arbitri: Mertinian, Syrepisios |
| 18 martie 2016 17:00 | Klujber 12 | (20-10) | Eliasen, Weyhe 5 | SRȚ Kale, Skopje Asistență: 70 Arbitri: Mertinian, Syrepisios |
| 18 martie 2016 17:00 | 4× 3×      | Cronica | 3×               | SRȚ Kale, Skopje Asistență: 70 Arbitri: Mertinian, Syrepisios |

| 18 martie 2016 19:30 | Macedonia de Nord | 44 - 25 | Moldova      | SRȚ Kale, Skopje Asistență: 650 Arbitri: Jović, Arnautović |
| 18 martie 2016 19:30 | Gligorjadis 8     | (22-10) | Bondarenco 7 | SRȚ Kale, Skopje Asistență: 650 Arbitri: Jović, Arnautović |
| 18 martie 2016 19:30 | 5× 3×             | Cronica | 4× 3×        | SRȚ Kale, Skopje Asistență: 650 Arbitri: Jović, Arnautović |

| 19 martie 2016 17:00 | Moldova              | 20 - 65 | Ungaria   | SRȚ Kale, Skopje Asistență: 40 Arbitri: Mertinian, Syrepisios |
| 19 martie 2016 17:00 | Costiuc, Loghinova 6 | (9-27)  | Márton 11 | SRȚ Kale, Skopje Asistență: 40 Arbitri: Mertinian, Syrepisios |
| 19 martie 2016 17:00 | 4× 3×                | Cronica | 2× 3×     | SRȚ Kale, Skopje Asistență: 40 Arbitri: Mertinian, Syrepisios |

| 19 martie 2016 19:30 | Macedonia de Nord | 23 - 19 | Feroe   | SRȚ Kale, Skopje Asistență: 800 Arbitri: Jović, Arnautović |
| 19 martie 2016 19:30 | Gichevska 7       | (15-10) | Weyhe 6 | SRȚ Kale, Skopje Asistență: 800 Arbitri: Jović, Arnautović |
| 19 martie 2016 19:30 | 3×                | Cronica | 6× 3×   | SRȚ Kale, Skopje Asistență: 800 Arbitri: Jović, Arnautović |

### Grupa a 2-a
Partidele grupei s-au desfășurat în sala Pavillón Vila de Noia din Carballo, Spania. Meciurile au fost transmise în direct pe canalul YouTube al Federației Spaniole de Handbal.
| Echipa   | M | V | E | Î | GM | GP | G   | Pct |
| -------- | - | - | - | - | -- | -- | --- | --- |
| Spania   | 3 | 3 | 0 | 0 | 74 | 57 | +17 | 6   |
| România  | 3 | 1 | 1 | 1 | 77 | 73 | +4  | 3   |
| Islanda  | 3 | 1 | 1 | 1 | 61 | 63 | −2  | 3   |
| Lituania | 3 | 0 | 0 | 3 | 64 | 83 | −19 | 0   |

| 17 martie 2016 17:00 | Lituania        | 19 - 25 | Islanda                   | Pavillón Vila de Noia, Carballo Asistență: 200 Arbitri: Weijmans, Wolbertus |
| 17 martie 2016 17:00 | Ivanauskaitė 10 | (11-12) | Erlingsdóttir, Thompson 6 | Pavillón Vila de Noia, Carballo Asistență: 200 Arbitri: Weijmans, Wolbertus |
| 17 martie 2016 17:00 | 1× 3×           | Cronica | 4× 3×                     | Pavillón Vila de Noia, Carballo Asistență: 200 Arbitri: Weijmans, Wolbertus |

| 17 martie 2016 19:00 | România  | 24 - 25 | Spania                          | Pavillón Vila de Noia, Carballo Asistență: 500 Arbitri: Korja, Metsämäki |
| 17 martie 2016 19:00 | Tîrcă 9  | (12-15) | Fernández-Agustí, Zarco Úbeda 6 | Pavillón Vila de Noia, Carballo Asistență: 500 Arbitri: Korja, Metsämäki |
| 17 martie 2016 19:00 | 1× 3× 1× | Cronica | 2×                              | Pavillón Vila de Noia, Carballo Asistență: 500 Arbitri: Korja, Metsämäki |

| 18 martie 2016 16:00 | România  | 31 - 26 | Lituania       | Pavillón Vila de Noia, Carballo Asistență: 200 Arbitri: Weijmans, Wolbertus |
| 18 martie 2016 16:00 | Tîrcă 11 | (19-14) | Ivanauskaitė 8 | Pavillón Vila de Noia, Carballo Asistență: 200 Arbitri: Weijmans, Wolbertus |
| 18 martie 2016 16:00 | 3×       | Cronica | 5× 3× 1×       | Pavillón Vila de Noia, Carballo Asistență: 200 Arbitri: Weijmans, Wolbertus |

| 18 martie 2016 18:00 | Spania                | 22 - 14 | Islanda           | Pavillón Vila de Noia, Carballo Asistență: 700 Arbitri: Korja, Metsämäki |
| 18 martie 2016 18:00 | González, Sobrepera 5 | (9-6)   | Valdimarsdóttir 5 | Pavillón Vila de Noia, Carballo Asistență: 700 Arbitri: Korja, Metsämäki |
| 18 martie 2016 18:00 | 2× 3×                 | Cronica | 4× 1×             | Pavillón Vila de Noia, Carballo Asistență: 700 Arbitri: Korja, Metsämäki |

| 19 martie 2016 17:00 | Islanda     | 22 - 22 | România | Pavillón Vila de Noia, Carballo Asistență: 200 Arbitri: Korja, Metsämäki |
| 19 martie 2016 17:00 | Thompson 10 | (13-12) | Tîrcă 7 | Pavillón Vila de Noia, Carballo Asistență: 200 Arbitri: Korja, Metsämäki |
| 19 martie 2016 17:00 | 2× 1×       | Cronica | 3× 2×   | Pavillón Vila de Noia, Carballo Asistență: 200 Arbitri: Korja, Metsämäki |

| 19 martie 2016 19:00 | Spania        | 27 - 19 | Lituania        | Pavillón Vila de Noia, Carballo Asistență: 500 Arbitri: Weijmans, Wolbertus |
| 19 martie 2016 19:00 | Zarco Úbeda 7 | (15-11) | Rinkevičiūtė 10 | Pavillón Vila de Noia, Carballo Asistență: 500 Arbitri: Weijmans, Wolbertus |
| 19 martie 2016 19:00 | 2× 1×         | Cronica | 4× 3× 1×        | Pavillón Vila de Noia, Carballo Asistență: 500 Arbitri: Weijmans, Wolbertus |

### Grupa a 3-a
Partidele grupei s-au desfășurat în sala Chemkostav Aréna din Michalovce, Slovacia. Meciurile au fost transmise în direct pe canalul YouTube al Federației Slovace de Handbal.
| Echipa     | M | V | E | Î | GM | GP | G   | Pct |
| ---------- | - | - | - | - | -- | -- | --- | --- |
| Franța     | 3 | 3 | 0 | 0 | 94 | 54 | +40 | 6   |
| Muntenegru | 3 | 2 | 0 | 1 | 67 | 55 | +12 | 4   |
| Slovacia   | 3 | 1 | 0 | 2 | 61 | 65 | −4  | 2   |
| Belgia     | 3 | 0 | 0 | 3 | 41 | 89 | −48 | 0   |

| 17 martie 2016 15:30 | Muntenegru  | 22 - 13 | Belgia                 | Chemkostav Aréna, Michalovce Asistență: 100 Arbitri: Buțkevici, Buțkevici |
| 17 martie 2016 15:30 | Jovićević 7 | (12-7)  | Antonissen, Clermont 3 | Chemkostav Aréna, Michalovce Asistență: 100 Arbitri: Buțkevici, Buțkevici |
| 17 martie 2016 15:30 | 6× 3×       | Cronica | 1× 2×                  | Chemkostav Aréna, Michalovce Asistență: 100 Arbitri: Buțkevici, Buțkevici |

| 17 martie 2016 18:00 | Franța    | 27 - 19 | Slovacia   | Chemkostav Aréna, Michalovce Asistență: 1.200 Arbitri: Năstase, Stancu |
| 17 martie 2016 18:00 | Nocandy 6 | (13-9)  | Bajčiová 4 | Chemkostav Aréna, Michalovce Asistență: 1.200 Arbitri: Năstase, Stancu |
| 17 martie 2016 18:00 | 4× 3×     | Cronica | 3×         | Chemkostav Aréna, Michalovce Asistență: 1.200 Arbitri: Năstase, Stancu |

| 18 martie 2016 15:30 | Franța | 25 - 24 | Muntenegru | Chemkostav Aréna, Michalovce Asistență: 350 Arbitri: Năstase, Stancu |
| 18 martie 2016 15:30 | Ekoh 6 | (10-12) | Konatar 6  | Chemkostav Aréna, Michalovce Asistență: 350 Arbitri: Năstase, Stancu |
| 18 martie 2016 15:30 | 3×     | Cronica | 2×         | Chemkostav Aréna, Michalovce Asistență: 350 Arbitri: Năstase, Stancu |

| 18 martie 2016 18:00 | Slovacia              | 25 - 17 | Belgia     | Chemkostav Aréna, Michalovce Asistență: 1.000 Arbitri: Buțkevici, Buțkevici |
| 18 martie 2016 18:00 | Holejová, Némethová 5 | (13-10) | M. Smits 9 | Chemkostav Aréna, Michalovce Asistență: 1.000 Arbitri: Buțkevici, Buțkevici |
| 18 martie 2016 18:00 | 3×                    | Cronica | 4× 3×      | Chemkostav Aréna, Michalovce Asistență: 1.000 Arbitri: Buțkevici, Buțkevici |

| 19 martie 2016 15:30 | Belgia     | 11 - 42 | Franța            | Chemkostav Aréna, Michalovce Asistență: 100 Arbitri: Buțkevici, Buțkevici |
| 19 martie 2016 15:30 | M. Smits 4 | (9-21)  | patru jucătoare 5 | Chemkostav Aréna, Michalovce Asistență: 100 Arbitri: Buțkevici, Buțkevici |
| 19 martie 2016 15:30 | 1× 3×      | Cronica | 2× 3×             | Chemkostav Aréna, Michalovce Asistență: 100 Arbitri: Buțkevici, Buțkevici |

| 19 martie 2016 18:00 | Slovacia   | 17 - 21 | Muntenegru | Chemkostav Aréna, Michalovce Asistență: 1.000 Arbitri: Năstase, Stancu |
| 19 martie 2016 18:00 | Trúnková 5 | (10-10) | Konatar 6  | Chemkostav Aréna, Michalovce Asistență: 1.000 Arbitri: Năstase, Stancu |
| 19 martie 2016 18:00 | 4× 2×      | Cronica | 5× 3×      | Chemkostav Aréna, Michalovce Asistență: 1.000 Arbitri: Năstase, Stancu |

### Grupa a 4-a
Partidele grupei s-au desfășurat în sala Sportska Dvorana din Đurđevac, Croația. Meciurile au fost transmise în direct pe pagina Facebook a Federației Croate de Handbal.
| Echipa        | M | V | E | Î | GM  | GP  | G   | Pct |
| ------------- | - | - | - | - | --- | --- | --- | --- |
| Croația       | 3 | 3 | 0 | 0 | 76  | 60  | +16 | 6   |
| Țările de Jos | 3 | 2 | 0 | 1 | 102 | 61  | +41 | 4   |
| Ucraina       | 2 | 1 | 0 | 1 | 59  | 79  | −20 | 2   |
| Finlanda      | 3 | 0 | 0 | 3 | 64  | 101 | −37 | 0   |

| 17 martie 2016 17:00 | Finlanda  | 25 - 26 | Ucraina    | Sportska Dvorana, Đurđevac Asistență: 250 Arbitri: Sekulić, Jovandić |
| 17 martie 2016 17:00 | Aarnio 10 | (12-13) | Aksonova 9 | Sportska Dvorana, Đurđevac Asistență: 250 Arbitri: Sekulić, Jovandić |
| 17 martie 2016 17:00 | 1× 3×     | Cronica | 1× 3×      | Sportska Dvorana, Đurđevac Asistență: 250 Arbitri: Sekulić, Jovandić |

| 17 martie 2016 19:00 | Croația   | 25 - 24 | Țările de Jos            | Sportska Dvorana, Đurđevac Asistență: 400 Arbitri: Erșov, Pavliukov |
| 17 martie 2016 19:00 | Kalčić 10 | (13-11) | Housheer, van Wetering 7 | Sportska Dvorana, Đurđevac Asistență: 400 Arbitri: Erșov, Pavliukov |
| 17 martie 2016 19:00 | 7× 3× 1×  | Cronica | 7× 3×                    | Sportska Dvorana, Đurđevac Asistență: 400 Arbitri: Erșov, Pavliukov |

| 18 martie 2016 16:00 | Țările de Jos  | 32 - 17 | Ucraina       | Sportska Dvorana, Đurđevac Asistență: 100 Arbitri: Sekulić, Jovandić |
| 18 martie 2016 16:00 | van Wetering 6 | (13-10) | Melekesțeva 5 | Sportska Dvorana, Đurđevac Asistență: 100 Arbitri: Sekulić, Jovandić |
| 18 martie 2016 16:00 | 8× 3×          | Cronica | 6× 3×         | Sportska Dvorana, Đurđevac Asistență: 100 Arbitri: Sekulić, Jovandić |

| 18 martie 2016 18:00 | Croația            | 29 - 20 | Finlanda              | Sportska Dvorana, Đurđevac Asistență: 500 Arbitri: Erșov, Pavliukov |
| 18 martie 2016 18:00 | Japundža, Kalčić 7 | (16-11) | Aarnio, Voutilainen 4 | Sportska Dvorana, Đurđevac Asistență: 500 Arbitri: Erșov, Pavliukov |
| 18 martie 2016 18:00 | 5× 2×              | Cronica | 4× 3× 1×              | Sportska Dvorana, Đurđevac Asistență: 500 Arbitri: Erșov, Pavliukov |

| 19 martie 2016 17:00 | Țările de Jos | 46 - 19 | Finlanda | Sportska Dvorana, Đurđevac Asistență: 100 Arbitri: Erșov, Pavliukov |
| 19 martie 2016 17:00 | Housheer 7    | (27-14) | Aarnio 8 | Sportska Dvorana, Đurđevac Asistență: 100 Arbitri: Erșov, Pavliukov |
| 19 martie 2016 17:00 | 4× 3×         | Cronica | 3×       | Sportska Dvorana, Đurđevac Asistență: 100 Arbitri: Erșov, Pavliukov |

| 19 martie 2016 19:00 | Ucraina          | 16 - 22 | Croația    | Sportska Dvorana, Đurđevac Asistență: 250 Arbitri: Sekulić, Jovandić |
| 19 martie 2016 19:00 | trei jucătoare 4 | (5-10)  | Japundža 7 | Sportska Dvorana, Đurđevac Asistență: 250 Arbitri: Sekulić, Jovandić |
| 19 martie 2016 19:00 | 5× 3× 1×         | Cronica | 4× 2×      | Sportska Dvorana, Đurđevac Asistență: 250 Arbitri: Sekulić, Jovandić |

### Grupa a 5-a
Partidele grupei s-au desfășurat în sala Teza din Hodonín, Cehia. Meciurile au fost transmise în direct pe platforma video tvcom.cz.
| Echipa  | M | V | E | Î | GM | GP | G   | Pct |
| ------- | - | - | - | - | -- | -- | --- | --- |
| Suedia  | 3 | 3 | 0 | 0 | 71 | 53 | +18 | 6   |
| Serbia  | 3 | 2 | 0 | 1 | 74 | 73 | +1  | 4   |
| Austria | 3 | 0 | 1 | 2 | 73 | 76 | −3  | 1   |
| Cehia   | 3 | 0 | 1 | 2 | 60 | 76 | −16 | 1   |

| 17 martie 2016 15:45 | Austria   | 24 - 26 | Serbia   | Sala Teza, Hodonín Asistență: 200 Arbitri: Braseth, Sundet |
| 17 martie 2016 15:45 | Berlini 6 | (9-12)  | Cvijić 7 | Sala Teza, Hodonín Asistență: 200 Arbitri: Braseth, Sundet |
| 17 martie 2016 15:45 | 1× 2×     | Cronica | 2× 1×    | Sala Teza, Hodonín Asistență: 200 Arbitri: Braseth, Sundet |

| 17 martie 2016 18:00 | Suedia            | 19 - 13 | Cehia      | Sala Teza, Hodonín Asistență: 350 Arbitri: Chrzan, Janas |
| 17 martie 2016 18:00 | Thorleifsdottir 6 | (11-8)  | Kovářová 6 | Sala Teza, Hodonín Asistență: 350 Arbitri: Chrzan, Janas |
| 17 martie 2016 18:00 | 5× 3×             | Cronica | 2×         | Sala Teza, Hodonín Asistență: 350 Arbitri: Chrzan, Janas |

| 18 martie 2016 15:45 | Suedia             | 24 - 23 | Austria    | Sala Teza, Hodonín Asistență: 150 Arbitri: Chrzan, Janas |
| 18 martie 2016 15:45 | Thorleifsdottir 10 | (12-11) | Ivancok 11 | Sala Teza, Hodonín Asistență: 150 Arbitri: Chrzan, Janas |
| 18 martie 2016 15:45 | 3×                 | Cronica | 3× 1×      | Sala Teza, Hodonín Asistență: 150 Arbitri: Chrzan, Janas |

| 18 martie 2016 18:00 | Cehia      | 21 - 31 | Serbia    | Sala Teza, Hodonín Asistență: 400 Arbitri: Braseth, Sundet |
| 18 martie 2016 18:00 | Kovářová 6 | (9-13)  | Cvijić 12 | Sala Teza, Hodonín Asistență: 400 Arbitri: Braseth, Sundet |
| 18 martie 2016 18:00 | 4× 2×      | Cronica | 5× 2×     | Sala Teza, Hodonín Asistență: 400 Arbitri: Braseth, Sundet |

| 19 martie 2016 11:00 | Serbia   | 17 - 28 | Suedia  | Sala Teza, Hodonín Asistență: 100 Arbitri: Chrzan, Janas |
| 19 martie 2016 11:00 | Cvijić 9 | (8-15)  | Lerby 7 | Sala Teza, Hodonín Asistență: 100 Arbitri: Chrzan, Janas |
| 19 martie 2016 11:00 | 2× 1×    | Cronica | 2× 3×   | Sala Teza, Hodonín Asistență: 100 Arbitri: Chrzan, Janas |

| 19 martie 2016 13:15 | Cehia      | 26 - 26 | Austria   | Sala Teza, Hodonín Asistență: 300 Arbitri: Braseth, Sundet |
| 19 martie 2016 13:15 | Kovářová 8 | (15-14) | Ivancok 8 | Sala Teza, Hodonín Asistență: 300 Arbitri: Braseth, Sundet |
| 19 martie 2016 13:15 | 7× 2×      | Cronica | 4× 2×     | Sala Teza, Hodonín Asistență: 300 Arbitri: Braseth, Sundet |

### Grupa a 6-a
Partidele grupei s-au desfășurat în sala Țentr Olimpiiskogo Rezerva din Jlobin, Belarus. Meciurile au fost transmise în direct pe pagina oficială a Federației de Handbal din Belarus.
Din această grupă doar echipa clasată pe primul loc s-a calificat la turneul final.
| Echipa     | M | V | E | Î | GM | GP  | G   | Pct |
| ---------- | - | - | - | - | -- | --- | --- | --- |
| Portugalia | 3 | 2 | 1 | 0 | 99 | 63  | +36 | 5   |
| Elveția    | 3 | 2 | 1 | 0 | 94 | 68  | +26 | 5   |
| Belarus    | 3 | 1 | 0 | 2 | 81 | 96  | −15 | 2   |
| Georgia    | 3 | 0 | 0 | 3 | 58 | 105 | −47 | 0   |

| 17 martie 2016 15:30 | Portugalia  | 25 - 25 | Elveția    | Țentr Olimpiiskogo Rezerva, Jlobin Asistență: 1.700 Arbitri: Hatipoğlu, Şimşek |
| 17 martie 2016 15:30 | Oliveira 10 | (15-13) | Gautschi 7 | Țentr Olimpiiskogo Rezerva, Jlobin Asistență: 1.700 Arbitri: Hatipoğlu, Şimşek |
| 17 martie 2016 15:30 | 4× 3×       | Cronica | 1× 3×      | Țentr Olimpiiskogo Rezerva, Jlobin Asistență: 1.700 Arbitri: Hatipoğlu, Şimşek |

| 17 martie 2016 18:00 | Belarus              | 34 - 24 | Georgia        | Țentr Olimpiiskogo Rezerva, Jlobin Asistență: 1.700 Arbitri: Duplîi, Kaverina |
| 17 martie 2016 18:00 | Misiuk, Rîmașevskaia | (16-13) | Kunelashvili 8 | Țentr Olimpiiskogo Rezerva, Jlobin Asistență: 1.700 Arbitri: Duplîi, Kaverina |
| 17 martie 2016 18:00 | 4× 3×                | Cronica | 5× 3×          | Țentr Olimpiiskogo Rezerva, Jlobin Asistență: 1.700 Arbitri: Duplîi, Kaverina |

| 18 martie 2016 13:00 | Georgia    | 15 - 34 | Portugalia | Țentr Olimpiiskogo Rezerva, Jlobin Asistență: 1.200 Arbitri: Duplîi, Kaverina |
| 18 martie 2016 13:00 | Venetski 5 | (7-19)  | Oliveira 9 | Țentr Olimpiiskogo Rezerva, Jlobin Asistență: 1.200 Arbitri: Duplîi, Kaverina |
| 18 martie 2016 13:00 | 3× 2×      | Cronica | 2× 3×      | Țentr Olimpiiskogo Rezerva, Jlobin Asistență: 1.200 Arbitri: Duplîi, Kaverina |

| 18 martie 2016 15:30 | Elveția  | 32 - 24 | Belarus    | Țentr Olimpiiskogo Rezerva, Jlobin Asistență: 1.700 Arbitri: Hatipoğlu, Şimşek |
| 18 martie 2016 15:30 | Hodel 12 | (14-12) | Voronova 6 | Țentr Olimpiiskogo Rezerva, Jlobin Asistență: 1.700 Arbitri: Hatipoğlu, Şimşek |
| 18 martie 2016 15:30 | 5× 3×    | Cronica | 2× 3×      | Țentr Olimpiiskogo Rezerva, Jlobin Asistență: 1.700 Arbitri: Hatipoğlu, Şimşek |

| 19 martie 2016 12:00 | Elveția   | 37 - 19 | Georgia                  | Țentr Olimpiiskogo Rezerva, Jlobin Asistență: 1.700 Arbitri: Duplîi, Kaverina |
| 19 martie 2016 12:00 | Csebits 9 | (18-8)  | Kunelashvili, Venetski 5 | Țentr Olimpiiskogo Rezerva, Jlobin Asistență: 1.700 Arbitri: Duplîi, Kaverina |
| 19 martie 2016 12:00 | 4× 3×     | Cronica | 5× 3×                    | Țentr Olimpiiskogo Rezerva, Jlobin Asistență: 1.700 Arbitri: Duplîi, Kaverina |

| 19 martie 2016 14:00 | Portugalia | 40 - 23 | Belarus             | Țentr Olimpiiskogo Rezerva, Jlobin Asistență: 1.700 Arbitri: Hatipoğlu, Şimşek |
| 19 martie 2016 14:00 | Monteiro 9 | (21-10) | Misiuk, Ianțevici 6 | Țentr Olimpiiskogo Rezerva, Jlobin Asistență: 1.700 Arbitri: Hatipoğlu, Şimşek |
| 19 martie 2016 14:00 | 3×         | Cronica | 5× 3×               | Țentr Olimpiiskogo Rezerva, Jlobin Asistență: 1.700 Arbitri: Hatipoğlu, Şimşek |

### Grupa a 7-a
Partidele grupei s-au desfășurat în sala Nikos Samaras din Myrina Limnou, Grecia. Meciurile au fost transmise în direct pe canalul YouTube al Federației Grece de Handbal.
| Echipa   | M | V | E | Î | GM | GP | G   | Pct |
| -------- | - | - | - | - | -- | -- | --- | --- |
| Norvegia | 2 | 2 | 0 | 0 | 61 | 39 | +22 | 4   |
| Grecia   | 2 | 1 | 0 | 1 | 43 | 42 | +1  | 2   |
| Turcia   | 2 | 0 | 0 | 2 | 42 | 65 | −23 | 0   |

| 17 martie 2016 18:00 | Turcia    | 23 - 38 | Norvegia  | Sala Nikos Samaras, Myrina Limnou Asistență: 450 Arbitri: Lončar, Lončar |
| 17 martie 2016 18:00 | Aydemir 9 | (11-19) | Reistad 8 | Sala Nikos Samaras, Myrina Limnou Asistență: 450 Arbitri: Lončar, Lončar |
| 17 martie 2016 18:00 | 5× 3×     | Cronica | 4× 2× 1×  | Sala Nikos Samaras, Myrina Limnou Asistență: 450 Arbitri: Lončar, Lončar |

| 18 martie 2016 18:30 | Grecia      | 27 - 19 | Turcia    | Sala Nikos Samaras, Myrina Limnou Asistență: 800 Arbitri: Lončar, Lončar |
| 18 martie 2016 18:30 | Andritsou 9 | (13-12) | Karaçam 8 | Sala Nikos Samaras, Myrina Limnou Asistență: 800 Arbitri: Lončar, Lončar |
| 18 martie 2016 18:30 | 3×          | Cronica | 5× 3×     | Sala Nikos Samaras, Myrina Limnou Asistență: 800 Arbitri: Lončar, Lončar |

| 19 martie 2016 17:30 | Norvegia    | 23 - 16 | Grecia  | Sala Nikos Samaras, Myrina Limnou Asistență: 700 Arbitri: Lončar, Lončar |
| 19 martie 2016 17:30 | Ellertsen 7 | (11-7)  | Loúri 5 | Sala Nikos Samaras, Myrina Limnou Asistență: 700 Arbitri: Lončar, Lončar |
| 19 martie 2016 17:30 | 3× 2×       | Cronica | 2×      | Sala Nikos Samaras, Myrina Limnou Asistență: 700 Arbitri: Lončar, Lončar |

### Grupa a 8-a
Partidele grupei s-au desfășurat în sala Sporthalle Nord din Regensburg, Germania. Meciurile nu au fost transmise în direct și nici înregistrate pentru public.
| Echipa   | M | V | E | Î | GM | GP | G   | Pct |
| -------- | - | - | - | - | -- | -- | --- | --- |
| Germania | 2 | 2 | 0 | 0 | 85 | 37 | +48 | 4   |
| Polonia  | 2 | 1 | 0 | 1 | 59 | 50 | +9  | 2   |
| Letonia  | 2 | 0 | 0 | 2 | 30 | 87 | −57 | 0   |

| 17 martie 2016 19:30 | Letonia   | 17 - 48 | Germania          | Sporthalle Nord, Regensburg Asistență: 700 Arbitri: Krause-Kjær, Pedersen |
| 17 martie 2016 19:30 | Purviņa 6 | (8-24)  | Peter, Reißberg 5 | Sporthalle Nord, Regensburg Asistență: 700 Arbitri: Krause-Kjær, Pedersen |
| 17 martie 2016 19:30 | 3× 2×     | Cronica | 2× 3×             | Sporthalle Nord, Regensburg Asistență: 700 Arbitri: Krause-Kjær, Pedersen |

| 18 martie 2016 16:00 | Polonia     | 39 - 13 | Letonia   | Sporthalle Nord, Regensburg Asistență: 300 Arbitri: Krause-Kjær, Pedersen |
| 18 martie 2016 16:00 | Szynkaruk 8 | (21-10) | Purviņa 8 | Sporthalle Nord, Regensburg Asistență: 300 Arbitri: Krause-Kjær, Pedersen |
| 18 martie 2016 16:00 | 3×          | Cronica | 4× 1×     | Sporthalle Nord, Regensburg Asistență: 300 Arbitri: Krause-Kjær, Pedersen |

| 19 martie 2016 14:30 | Germania   | 37 - 20 | Polonia     | Sporthalle Nord, Regensburg Asistență: 700 Arbitri: Krause-Kjær, Pedersen |
| 19 martie 2016 14:30 | Zschocke 6 | (17-8)  | Świerczek 5 | Sporthalle Nord, Regensburg Asistență: 700 Arbitri: Krause-Kjær, Pedersen |
| 19 martie 2016 14:30 | 3×         | Cronica | 6× 3× 1×    | Sporthalle Nord, Regensburg Asistență: 700 Arbitri: Krause-Kjær, Pedersen |

## Clasamentul marcatoarelor
Actualizat pe 19 martie 2017:
| Poz. | Nume              | Echipă     | Goluri |
| ---- | ----------------- | ---------- | ------ |
| 1    | Lidija Cvijić     | Serbia     | 28     |
| 2    | Sorina Tîrcă      | România    | 27     |
| 3    | Katrin Klujber    | Ungaria    | 25     |
| 3    | Diana Oliveira    | Portugalia | 25     |
| 5    | Emma Aarnio       | Finlanda   | 23     |
| 5    | Gréta Márton      | Ungaria    | 23     |
| 7    | Catherine Csebits | Elveția    | 22     |
| 7    | Ines Ivancok      | Austria    | 22     |
| 7    | Tena Japundža     | Croația    | 22     |
| 10   | Xenia Hodel       | Elveția    | 20     |
| 10   | Sára Kovářová     | Cehia      | 20     |